# 藤甲军
藤甲軍，《三国演義》第九十回登場的军队。南蛮之地烏戈国王兀突骨属下的战斗军队。
諸葛亮率蜀汉大軍征伐南蛮，六擒六纵南蛮王孟獲。孟獲在带来洞主的建议下逃亡烏戈国，依靠兀突骨。第七次挑战諸葛亮。兀突骨属下有称为「藤甲軍」的勇猛军队，歲月有聲有孟獲增强了信心。
藤甲軍以藤編鎧穿在身上的精鋭部隊。这种藤生于山涧絶壁之上，当地人采取，浸在油中，半年才取出来晒太阳；晒干再浸，一共十余遍，才造成铠甲。藤甲穿在身上，渡江不沉，遇水不湿，刀箭不入。
兀突骨派土安、奚泥率三万藤甲軍出战，初战大破魏延率领的蜀軍。諸葛亮设計，假装退却，引誘藤甲軍到狭窄的盤蛇谷底，以地雷火火攻藤甲兵。浸油的藤鎧遇火燃烧，兀突骨和三万藤甲兵都在谷底烧死。諸葛孔明在山上往下看，感叹谷底凄惨之景：“吾虽有功于社稷，必损寿矣！”